# Kbib
KBib — бібліографічний менеджер для KDE, який використовує BibTeX як рідний формат. KBib написаний Thach Nguyen та розповсюджується на умовах GNU General Public License.
Розробка KBib розпочалась в 2003 коли Kbibtex ще не існувало, а існував gbib розроблений для GTK та не маючий деяких функцій. Для швидкого написання програми більшість початкового коду було взято з gbib, відтоді функціонал було значно розширено.

## Можливості
- додавання/редагування/видалення джерел
- підтримка copy/paste/drag-drop джерел (BibTex код може бути copied/pasted або dragged/dropped з іншого вікна Kbib або текстового редактора (на кшталт cb2bib)
- пошук та завантаження джерел з серверів: Z39.50, SRU, Pubmed, IEEEXplore, ISI Web of Knowledge, Google Scholar, Citebase.org, ArXiv, Spires, Scitation, Optics InfoBase, Science Direct та MathSciNet.
- завантаження джерел з віддалених баз даних (які можуть бути відкриті Konqueror, Firefox), такі як IEEEXplore, ScienceDirect (RIS формат), Web of Science (ISI формат), Google Scholar (RIS та Endnote формати)
- створення нових джерел з звичайного тексту та PDF файлів (як cb2bib).
- знаходження/видалення дублікатів
- генерування ключів для посилання (citation key)
- перевірка/коригування повторень ключів (citation keys)
- замикання/розмикання ключів (для запобігання небажаних змін citation keys)
- сортування посилань (джерел)
- пошук по каталогу
- посилання визначених джерел в Lyx/Kile (з використанням Lyx pipe)
- підтримка string macros
- імпорт-експорт джерел з Bibtex/RIS/ISI/Endnote/COPAC/MODS XML/PubMed XML/Endnote
- збереження вибраних джерел в новий файл
- підтримка визначених користувачем типів джерел
- підтримка різних типів вигляду
- групування джерел за ознаками
- генерування бібліографії з вибраних джерел